# باولا مارتي
باولا مارتي (بالإنجليزية: Paula Martí)‏ هي لاعبة غولف أمريكية، ولدت في 29 يناير 1980 في برشلونة في إسبانيا.